# Arly Eskildsen
Arly Eskildsen (født 21. marts 1955) er formand for SF's lokalafdeling i Herlev og har tidligere været formand for SF Ungdom.